# 메이 디셈버
《메이 디셈버》(영어: May December)는 2023년 개봉한 미국의 블랙 코미디 드라마 영화로, 토드 헤인스가 감독을 맡았다. 2023년 제76회 칸 영화제 황금종려상 경쟁후보작이다.
1996년 차 안에서 사모아계 12살 학생 빌리 풀라우(Vili Fualaau)와 관계를 맺던 중 경찰에 적발된 34세 교사 메리 케이 러투어노(Mary Kay Letourneau)의 실화에서 착안하였다. 러투어노는 1998년부터 2004년까지 2급 아동강간죄로 수감 생활을 했으며, 출옥한 후 2005년 풀라우와 결혼하여 함께 두 딸을 키웠다. 2019년 두 사람의 별거가 확정되었으나 다음 해인 2020년 러투어노가 대장암으로 사망했을 때 풀라우는 임종 자리를 지켰다.

## 줄거리
2015년 여배우 엘리자베스 베리는 촬영 예정인 실화 기반 인디 영화의 배역 준비를 위해 조지아주 서배너를 찾는다.
엘리자베스가 연기하게 될 실존 인물인 그레이시 애서턴유는 현재 59세로, 1992년에 아들의 학교 친구이며 23살 연하인 13살 한국계 소년 조 유와 성관계를 가진 것을 들켜 전미의 신문 지상을 장식했으며 수감 중에 조의 아이를 출산했다. 23년이 지난 현재 그레이시와 조는 결혼한 상태이며, 자녀로 대학생 오너, 고등학교 졸업반인 쌍둥이 메리와 찰리를 두고 있다.
엘리자베스는 한동안 서배너에 머물기로 하고 그레이시, 조, 그 외 사건 당시의 주변인들을 인터뷰하기 시작한다.

## 출연진
- 내털리 포트먼 - 엘리자베스 베리 역
- 줄리앤 무어 - 그레이시 애서턴유 역
- 찰스 멜턴 - 조 유 역
- 파이퍼 커다 - 오너 애서턴유 역
- 엘리자베스 유 - 메리 애서턴유 역
- 게이브리얼 정 - 찰리 애서턴유 역
- D. W. 모펏 - 톰 애서턴 역
- 코리 마이클 스미스 - 조지 애서턴 역
- 조슬린 셸포 - 소피아 역
- 드루 샤이드 - 캐머런 역
- 앤드리아 프랭클 - 론다 역
- 켈빈 한 이 - 조 유 시니어 역
- 앨리 매컬러 - TV 영화 속 "그레이시" 역
- 한스 오브마 - 로버토 역
- 찰스 그린 - 헨더슨 씨 역
- 헤일리 위스트 - 캐시디 역
- 로런스 어랜시오 - 모리스 스퍼버 역
- 줄리 아이비 - 라브리올라 부인 역

## 제작
배역 감독 로라 로즌솔은 한국계 인물인 조 유 역과 그의 자녀들을 연기하는 배우들을 전부 한국계로 뽑아 인물 설정과 배우 인종을 일치시켰다.